# Konkurs Piosenki Eurowizji 1959
4. Konkurs Piosenki Eurowizji został rozegrany w środę, 11 marca 1959 w Palais des Festivals et des Congrès w Cannes. Organizatorem konkursu był francuski nadawca publiczny Radiodiffusion-télévision française (RTF). Koncert poprowadziła Jacqueline Joubert.
Finał konkursu wygrała Teddy Scholten, reprezentantka Holandii z piosenką „Een beetje” autorstwa Willy’ego van Hemerta i Dicka Schalliesa, za którą zdobyła 21 punktów.

## Lokalizacja

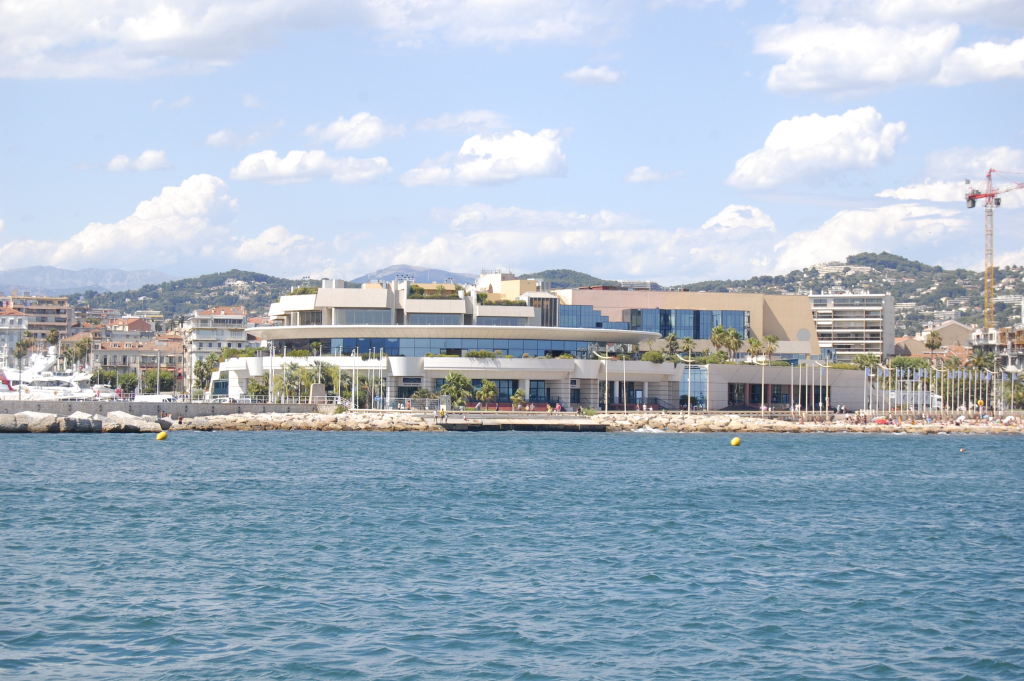
Palais des Festivals et des Congrès

4. Konkurs Piosenki Eurowizji został zorganizowany w Palais des Festivals et des Congrès w Cannes. Hala została zbudowana dziesięć lat wcześniej z myślą o zorganizowaniu w nim Międzynarodowego Festiwalu Filmowego. Hala znajduje się na promenadzie miasta, którą wyznacza bulwar La Croisette. Obecnie znajduje się tam hotel JW Marriott Cannes.

## Przebieg konkursu
W 1959 Europejska Unia Nadawców (EBU) wprowadziła nową regułę mówiącą, że krajowi nadawcy publiczni biorący udział w konkursie nie mogą powołać do swoich komisji jurorskich profesjonalnych wydawców lub kompozytorów. Każdy reprezentant wykonywał konkursowy utwór na tle widoku ze swojego kraju.
Po ogłoszeniu wyników konkursowy utwór zaprezentował ponownie nie tylko zwycięzca, czyli Teddy Scholten z Holandii, ale także zdobywcy drugiego i trzeciego miejsca, czyli duet Pearl Carr i Teddy Johnson z Wielkiej Brytanii oraz Jean Philippe z Francji.
Dyrygenci
Każdemu reprezentantowi towarzyszyła orkiestra, którą kierował wyznaczony przez kraj dyrygent. Głównym dyrygentem konkursu był Franck Pourcel, który wystąpił również podczas przerwy między zakończeniem prezentacji konkursowej a rozpoczęciem podawania głosów przez wszystkie państwa.

- Franck Pourcel:
  - Austria
  - Francja
  - Monako
  - Niemcy
  - Szwecja
  - Szwajcaria
- Kai Mortensen
  - Dania
- William Galassini
  - Włochy
- Dolf van der Linden
  - Holandia
- Eric Robinson
  - Wielka Brytania
- Francis Bay
  - Belgia

## Kraje uczestniczące
W konkursie wzięło udział 11 krajów, w tym debiutujące Monako. Z uczestnictwa podczas imprezy wycofał się Luksemburg, natomiast Wielka Brytania powróciła do udziału po rocznej przerwie.
Powracający artyści
Podczas konkursu w 1959 wystąpiło dwóch artystów, którzy reprezentowali swój kraj w poprzednich latach: Birthe Wilke reprezentowała Danię na 2. Konkursie Piosenki Eurowizji, a Domenico Modugno z Włoch wystąpił konkursie w 1958.

## Wyniki
Finał
| Lp. | Kraj            | Język        | Artysta                    | Piosenka                              | Miejsce | Punkty |
| --- | --------------- | ------------ | -------------------------- | ------------------------------------- | ------- | ------ |
| 1   | Francja         | francuski    | Jean Philippe              | „Oui, oui, oui, oui”                  | 3       | 15     |
| 2   | Dania           | duński       | Birthe Wilke               | „Uh, jeg ville ønske jeg var dig”     | 5       | 12     |
| 3   | Włochy          | włoski       | Domenico Modugno           | „Piove (Ciao, ciao bambina)”          | 6       | 9      |
| 4   | Monako          | francuski    | Jacques Pills              | „Mon ami Pierrot”                     | 11      | 1      |
| 5   | Holandia        | niderlandzki | Teddy Scholten             | „Een beetje”                          | 1       | 21     |
| 6   | RFN             | niemiecki    | Alice & Ellen Kessler      | „Heute Abend wollen wir tanzen geh’n” | 8       | 5      |
| 7   | Szwecja         | szwedzki     | Brita Borg                 | „Augustin”                            | 9       | 4      |
| 8   | Szwajcaria      | niemiecki    | Christa Williams           | „Irgendwoher”                         | 4       | 14     |
| 9   | Austria         | niemiecki    | Ferry Graf                 | „Der K und K Kalypso aus Wien”        | 9       | 4      |
| 10  | Wielka Brytania | angielski    | Pearl Carr i Teddy Johnson | „Sing, Little Birdie”                 | 2       | 16     |
| 11  | Belgia          | niderlandzki | Bob Benny                  | „Hou toch van mij”                    | 6       | 9      |

Legenda:
     1. miejsce
Tabela punktacyjna finału
| Suma punktów                                   | Francja         | Dania | Włochy | Monako | Holandia | Niemcy | Szwecja | Szwajcaria | Austria | Wielka Brytania | Belgia |   |   |
| Uczestnicy konkursu                            | Francja         | 15    |        | 4      | 1        | 2      | –       | 4          | –       | 1               | 1      | – | 2 |
| Uczestnicy konkursu                            | Dania           | 12    | –      |        | 1        | 1      | 1       | –          | 4       | 1               | 2      | 2 | – |
| Uczestnicy konkursu                            | Włochy          | 9     | 3      | –      |          | 1      | –       | –          | 1       | 3               | –      | – | 1 |
| Uczestnicy konkursu                            | Monako          | 1     | –      | –      | –        |        | –       | –          | –       | –               | 1      | – | – |
| Uczestnicy konkursu                            | Holandia        | 21    | 4      | –      | 7        | 1      |         | 2          | –       | –               | 3      | 1 | 3 |
| Uczestnicy konkursu                            | Niemcy          | 5     | 2      | –      | 1        | –      | –       |            | –       | 1               | –      | 1 | – |
| Uczestnicy konkursu                            | Szwecja         | 4     | –      | 1      | –        | –      | 3       | –          |         | –               | –      | – | – |
| Uczestnicy konkursu                            | Szwajcaria      | 14    | –      | 2      | –        | 1      | –       | 1          | 3       |                 | 1      | 5 | 1 |
| Uczestnicy konkursu                            | Austria         | 4     | –      | –      | –        | 1      | –       | –          | 2       | 1               |        | – | – |
| Uczestnicy konkursu                            | Wielka Brytania | 16    | 1      | 1      | –        | 2      | 5       | –          | –       | 3               | 2      |   | 2 |
| Uczestnicy konkursu                            | Belgia          | 9     | –      | 2      | –        | 1      | 1       | 3          | –       | –               | –      | 2 |   |
| KRAJE UPORZĄDKOWANE WEDŁUG KOLEJNOŚCI WYSTĘPÓW |                 |       |        |        |          |        |         |            |         |                 |        |   |   |

## Międzynarodowi nadawcy i głosowanie
Spis poniżej przedstawia kolejność głosowania poszczególnych krajów w 1958 wraz z nazwiskami sekretarzy, którzy przekazywali punkty od swojego państwa. Każdy krajowy nadawca miał również swojego komentatora, który relacjonował w ojczystym języku przebieg konkursu. Ich nazwiska również zostały podane poniżej:
Kolejność głosowania i krajowi sekretarze
1. Belgia – Bob Van Bael
2. Wielka Brytania – Pete Murray
3. Austria – Karl Bruck
4. Szwajcaria – Boris Acquadro
5. Szwecja – Roland Eiworth
6. Niemcy – nieznany
7. Holandia – Siebe van der Zee[11]
8. Monako – nieznany
9. Włochy – Enzo Tortora
10. Dania – Bent Henius
11. Francja – Marianne Lecène

Komentatorzy
- Austria – Peter Alexander (ORF)
- Belgia – Anton Peters (NIR), Paule Herreman (INR)
- Dania – Sejr Volmer-Sørensen (Statsradiofonien TV)
- Francja – Claude Darget (RTF)
- Holandia – Piet te Nuyl[12] (NTS)
- Luksemburg – Jacques Navadic (Télé-Luxembourg)
- Monako – Claude Darget (Télé Monte Carlo)
- Niemcy – Wim Thoelke (Deutsches Fernsehen)
- Szwajcaria – Theodor Haller (TV DRS), Georges Hardy (TSR)
- Szwecja – Jan Gabrielsson[13]
- Włochy – Bianca Maria Piccinino (Programma Nazionale)
- Wielka Brytania – Peter Haigh (BBC Television Service), Tom Sloan (BBC Light Programme)